# Siłowanie na rękę
Siłowanie na rękę – dyscyplina sportowa, rodzaj zapasów. Dwóch znajdujących się naprzeciw siebie zawodników zwiera dłonie (najczęściej prawe) w uścisk i, trzymając łokcie na płaskiej powierzchni, stara się przeciągnąć rękę przeciwnika w dół. Podobnie jak w zapasach i judo o zwycięstwie decyduje siła mięśni zawodników, ale także technika, taktyka, szybkość i wytrzymałość psychiczna. 
Siłowanie na rękę jest dyscypliną znaną od wieków, popularną między innymi dzięki znikomym nakładom wymaganym do rozegrania walki. Jednak dopiero w latach 60. i 70. XX wieku amatorska zabawa zaczęła przekształcać się w skodyfikowaną dyscyplinę sportową. W amerykańskim mieście Las Vegas rozgrywano pierwsze zawody pucharowe, zaczęły również powstawać pierwsze ligi siłowania na rękę a nagrody w turniejach zaczęły osiągać poziom znany z innych dyscyplin sportowych.
Tradycyjnie walki odbywały się w pozycji siedzącej, z oboma zawodnikami siedzącymi po dwóch stronach stołu przymocowanego do podłoża. Ta forma zawodów wciąż pozostaje najbardziej popularna na całym świecie. W ostatnich latach coraz częściej spotyka się także profesjonalne zawody rozgrywane na stojąco. Startują w nich zarówno kobiety, jak i mężczyźni. Startujący podzieleni są na kategorie wagowe i wiekowe: juniorzy (do 18. roku życia), seniorzy, klasa masters (powyżej 40. roku życia) oraz klasa grand masters (powyżej 50. roku życia). Osobno rozgrywane są mecze prawo- i leworęcznych zawodników.

## Historia
Siłowanie na rękę jako forma popularnych zapasów od stuleci związana była z kulturą ludową wielu krajów, od Wysp Brytyjskich po Hawaje i Okinawę. W XVIII i XIX wieku dyscyplina stała się popularna jako element cyrkowych pokazów siłaczy i zapaśników. Stała się także nieodłącznym elementem tzw. kultury barowej, czyli zabawą popularną w barach, gospodach i na jarmarkach.
Pierwsze propozycje skodyfikowania zasad siłowania na rękę podjęto w Stanach Zjednoczonych w latach 50. W 1951 roku dwóch zapaleńców z Kalifornii, Dave Devoto oraz dziennikarz Bili Soberanes, postanowiło zorganizować turniej dla kierowców ciężarówek. Inicjatywę poparły związki zawodowe, i tak odbył się pierwszy w świecie profesjonalny turniej w siłowaniu na ręce.. Pod koniec lat 50. XX wieku zaczęły powstawać pierwsze federacje, a w 1962 roku w kalifornijskim mieście Petaluma zorganizowano pierwszy międzynarodowy turniej w armwrestlingu.

## Sport zawodowy
We współczesnym świecie nad właściwym rozwojem siłowania na rękę jako dyscypliny sportu czuwa WAF (Światowa Federacja Armwrestlingu). Prezydentem federacji jest Fred Roy z Kanady, a generalnym sekretarzem Willy Deneumostier z Belgii. W skład WAF wchodzą 42 państwa. Od 1991 roku istnieje EAF (Europejska Federacja Armwrestlingu) zrzeszająca 27 państw i od tego właśnie roku przeprowadzane są również mistrzostwa Europy.

## Armwrestling w Polsce
Polska wkroczyła do światowej rodziny armwrestlingu dość niedawno, jednak to wejście było bardzo dynamiczne. W Polsce zorganizowano już wiele zawodów rangi krajowej i międzynarodowej, m.in.: Mistrzostwa Polski, Puchary Polski, Mistrzostwa Europy, Puchary Świata Zawodowców oraz najbardziej prestiżowe zawody na świecie – Mistrzostwa Świata.
Polskę na arenie międzynarodowej od 2000 r. reprezentuje FAP (Federacja Armwrestling Polska). Prezydentem FAP jest Igor Mazurenko – czynny zawodnik i światowego formatu działacz armwrestlingu. Mistrzostw Europy, Pucharów Świata Zawodowców - NEMIROFF WORLD CUP oraz najbardziej prestiżowe zawody na świecie – Mistrzostwa Świata. 

## Historia polskiego armwrestlingu
Historia polskiego armwrestlingu zaczyna się jednak wcześniej, bo od 1999 r. Wtedy to właśnie Igor Mazurenko, zajmujący się wówczas trójbojem siłowym, otrzymał od Ukraińskiej Federacji Armwrestlingu propozycję przeprowadzenia meczu pomiędzy Polską a Ukrainą. Zawody miały na celu popularyzację tego sportu w Polsce. Chętnych było wielu, jednak udział w pojedynku mogło wziąć jedynie 5 zawodników z kraju. W dniu 28 listopada 1999 r., podczas rozgrywania zawodów kulturystycznych, odbył się pierwszy w Polsce turniej w armwrestlingu pod hasłem "Pojedynek Gigantów". Ukrainę reprezentowali: Anton Sobko (60 kg), Andriej Switłyk (65 kg), Grigori Bondaruk (73 kg). Ich przeciwnikami byli: Daniel Hebel (70 kg), Bartłomiej Babij (90 kg), Robert Grygorcewicz (100 kg), Mirosław Myszke (105 kg) oraz Ireneusz Weber (120 kg). Polacy nie wygrali ani jednego pojedynku.
W lutym 2000 r. zorganizowano kolejny turniej z udziałem ukraińskich zawodników, a w marcu oficjalnie zarejestrowano w Gdyni pierwszy polski Armwrestlingowy Klub Sportowy "Złoty Tur". W kwietniu 2000 r. przedstawiciele klubu odwiedzili Moskwę na zaproszenie ówczesnego prezydenta EAF Igora Ahmiedszyna. Profesjonalizm polskich przedstawicieli został wysoko oceniony przez władze EAF, czego wyrazem było powierzenie polskiej Federacji, organizacji w Polsce X Mistrzostw Europy w Armwrestlingu.
Mistrzostwa odbyły się w dniach 26 czerwca – 2 lipca w Gdyni. Udział w nich wzięło 160 zawodników z 12 państw. Polska drużyna składała się z 9 zawodników. Indywidualnie wyróżnili się: Łukasz Krasoń (kat 65 kg) 2. miejsce, Marcin Kreft (kat. 100 kg) 3. miejsce i Bartłomiej Babij (90 kg) 2. miejsce. W kategorii osób niepełnosprawnych, Polska drużynowo uplasowała się na drugiej pozycji.
Najważniejszym wydarzeniem 2000 r. było przyjęcie Polski do Europejskiej Federacji Armwrestlingu. Podczas kongresu WAF, odbywającego się na Mistrzostwach Świata w Rovaniemi (Finlandia), większością głosów podjęto decyzję, że Mistrzostwa Świata w 2001 r. odbędą się w Polsce.
W grudniu 2001 r. odbyły się XXII Mistrzostwa Świata w Armwrestlingu. Do Gdyni zjechało aż 560 zawodników reprezentujących 29 państw. Kadra Polski liczyła 30 zawodników.  Kapituła złożona z trójmiejskich dziennikarzy i włodarzy Gdyni uznała XXII Mistrzostwa Świata za najlepszą imprezę sportową 2001 r.
Od czasu utworzenia Federacji Armwrestling Polska w Polsce powstało kilkadziesiąt klubów profesjonalnie zajmujących się armwrestlingiem. W Polsce (dane na rok 2006) funkcjonuje ponad 40 klubów zrzeszających około 500 zawodników. 

### Historia kadry narodowej
Po raz pierwszy polska kadra narodowa wystartowała w 2000 r. na Mistrzostwach Europy organizowanych w Gdyni. Kadra Polski liczyła wówczas 9 zawodników. Najlepiej zaprezentowali się trzej zawodnicy z Lęborka zdobywając tytuł wicemistrza Europy w swojej kategorii wagowej oraz wiekowej.
System powołań do kadry wygląda następująco: z każdego kraju startującego w Mistrzostwach Europy lub Mistrzostwach Świata może wystartować maksymalnie dwóch zawodników w danej kategorii wagowej. W Polsce o dwa miejsca w danej kategorii rywalizuje się podczas Mistrzostw Polski. Powołanie otrzymują zawodnicy, którzy wywalczyli pierwsze i drugie miejsce. W przypadku rezygnacji lub kontuzji powołany zostaje zawodnik, który zajął miejsce trzecie.
Największy sukces międzynarodowy polska kadra (FAP) odniosła w 2009 r. na XIX Mistrzostwach Europy zorganizowanych w Sofii. Polscy siłacze na rękę do kraju wrócili z 7 srebrnymi oraz 10 brązowymi medalami. Jeszcze nigdy polscy armwrestlerzy nie osiągnęli tak dobrego wyniku. Bardzo dobre starty zawodników sprawiły, że w klasyfikacji ogólnej uplasowali się na czwartym miejscu, wyprzedzając nawet organizatorów mistrzostw – Bułgarską Reprezentację Armwrestlingu, a w klasyfikacji juniorów zdobyli 3. miejsce na podium. Do sukcesu przyczynili się zarówno juniorzy (6 medali), seniorzy (4 medale), osoby niepełnosprawne (2 medale), jak i mastersi oraz grand mastersi (5 medali).